# Polymera verticillata
Polymera verticillata är en tvåvingeart som beskrevs av Alexander 1948. Polymera verticillata ingår i släktet Polymera och familjen småharkrankar. Inga underarter finns listade i Catalogue of Life.